# Operace Chalk
Operace Chalk byl krycí název pro paradesantní výsadek vyslaný během II. světové války z Anglie na území Protektorátu Čechy a Morava. Byl organizován zpravodajským odborem exilového Ministerstva národní obrany a řazen byl do třetí vlny výsadků.

## Složení a úkoly
Desant tvořili npor. Bohumil Bednařík, rtn. Vladimír Hauptvogel, radista rtn. František Nedělka a čet. Josef Künzl. Úkolem skupiny bylo pomocí radiomajáku Eureka navádět spojenecké bombardéry na cíl, přijímat další výsadky v prostoru jižních Čech a pomocí vysílačky udržovat spojení s Londýnem a předávat zpravodajské informace. K tomu účelu byli vybaveni radiostanicí s krycím názvem Ludmila.

## Činnost
Desant byl vysazen v noci z 8. na 9. dubna 1944 poblíž obce Větrov u Kamýku nad Vltavou čtvrt hodiny po vysazení desantu Sulphur. Pro výsadek Chalk to byl již druhý pokus o vysazení (koncem prosince 1943 k vysazení z důvodu špatného počasí nedošlo).
Po seskoku se pokoušeli o kontakt na záchytných adresách, byli však odmítnuti (jedním statkářem byli udáni četníkům, neboť byli považováni za německé provokatéry). Zázemí v podobě přísunu jídla od místních lidí si zajistili až koncem dubna. 8. května se jim podařilo odeslat první zprávu do Londýna a krátce nato další čtyři depeše.
O pobytu parašutistů v lese se začalo mluvit mezi lidmi a okolí Kamýku začalo prohledávat gestapo. 13. května byl úkryt výsadku prozrazen po Nedělkově zatčení. K prozrazení místa úkrytu byl přesvědčen bývalým příslušníkem desantu Sulphur Horákem, který pracoval pro gestapo. Gestapo úkryt obklíčilo a Horák zbývající příslušníky desantu Chalk vyzval ke kapitulaci. K té nakonec došlo. Při transportu se rtn. Hauptvogelovi podařilo uprchnout, byl však zraněn při přestřelce s oddílem SS a zastřelil se. Bednaříkovi s Künzlem se mezi tím podařilo poškodit maják Eureka.
Ostatní příslušníci desantu byli donuceni k radiové hře proti Londýnu. Tato hra dostala název Seni a začala 29. května 1944. Bednařík a Nedělka byli ale umístěni do společné cely a předem se domluvili. Němcům zatajili varovné signály, které se do depeše vkládají v případě tzv. činnosti pod kontrolou. Díky tomu byla radiová hra Němců v Londýně záhy odhalena. Přesto v ní Londýn pokračoval, než ji Němci pro neúspěch 15. února 1945 ukončili. Všichni výsadkáři byli internováni (nejprve na Pankráci a poté ve vězení na Jenerálce) až do 7. května 1945, kdy byli osvobozeni během Pražského povstání.